# 町田市立つくし野小学校
町田市立つくし野小学校（まちだしりつ つくしのしょうがっこう）は、東京都町田市つくし野にある公立小学校。地元では「つく小」と呼ばれている。

## 概要
つくし野2丁目にある小学校で、50年以上の歴史をもつ。2033年には、当校から分離した南つくし野小学校を統合する予定である。統合を機に新校舎を設ける予定で、2033年から2036年までは南つくし野小学校の校舎で授業を行う予定である。
校歌は1973年に制定され、山本和夫が作詞し、川口晃が作曲した。歌は3番まである。

## 沿革
- 1971年（昭和46年）4月1日 - 町田市立南第一小学校つくし野分校を開設[1]。
- 1972年（昭和47年）
  - 4月1日 - 町田市立つくし野小学校として開校[1]。
  - 5月27日 - 開校式を挙行[1]。
- 1973年（昭和48年）11月16日 - 校歌制定記念学芸会を開催[1]。
- 1980年（昭和55年）4月1日 - 南つくし野小学校を分離開校し、児童460名を移籍[1]。
- 2002年（平成14年）2月1日 - 学校図書館図書のデータベースモデル校に指定。学校運営協議会を発足[1]。
- 2009年（平成21年）4月1日 - つくし野学童保育クラブを開設[1]。
- 2020年（令和2年）4月 - 新型コロナウイルスの感染拡大に伴い、同年6月まで休校[1]。
- 2021年（令和3年）4月 - コミュニティスクールを導入[1]。

## 教育目標
以下の教育目標を掲げている。
- よく考え行動する子
- 元気な子
- 助け合う子

### 目指す子ども像
- ふるさと つくし野を大切にする子ども

## 通学区域
- つくし野1丁目 - 4丁目
- 南成瀬8丁目

※南つくし野小学校統合後は、以下の区域が加わる。
- 南つくし野1丁目 - 4丁目
- 小川6丁目 - 7丁目

出典：

## 進学先の中学校
公立中学校の場合。
- 町田市立つくし野中学校（町田市南つくし野）
- 町田市立南成瀬中学校（町田市南成瀬）

出典：

## アクセス

### 鉄道
- 東急電鉄田園都市線 - つくし野駅から徒歩で約6分

### バス
- 「つくし野小学校」バス停（神奈川中央交通）から徒歩で約3分

## 周辺
- つくし野宮まえ児童公園
- つくし野杉山神社
- つくし野天使幼稚園